# New Castle (Delaware)
New Castle is een stad en een gemeente in de staat Delaware in de Verenigde Staten van Amerika, ongeveer 10 kilometer ten zuiden van Wilmington. Volgens de volkstelling van 2000 heeft de stad 4862 inwoners. New Castle werd door kolonisten uit Amsterdam rond 1655 gesticht als Nieuw-Amstel.

## Geboren in New Castle
- Dorothy Rudd Moore (4 juni 1940), componiste, muziekpedagoog, zangeres en pianiste
- Ryan Phillippe (10 september 1974), acteur

## Plaatsen in de nabije omgeving
De onderstaande figuur toont nabijgelegen plaatsen in een straal van 16 km rond New Castle.